# 洛克希德公司

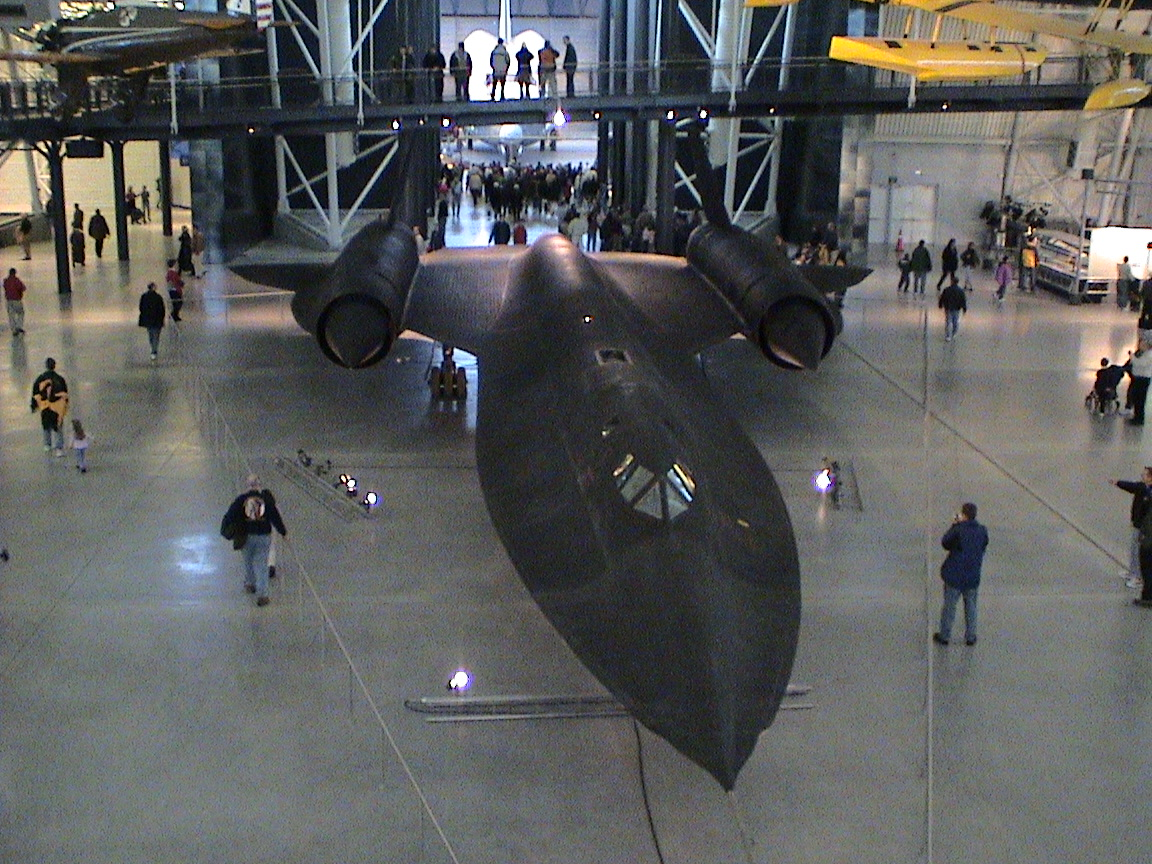
洛克希德SR-71是公司的知名產品

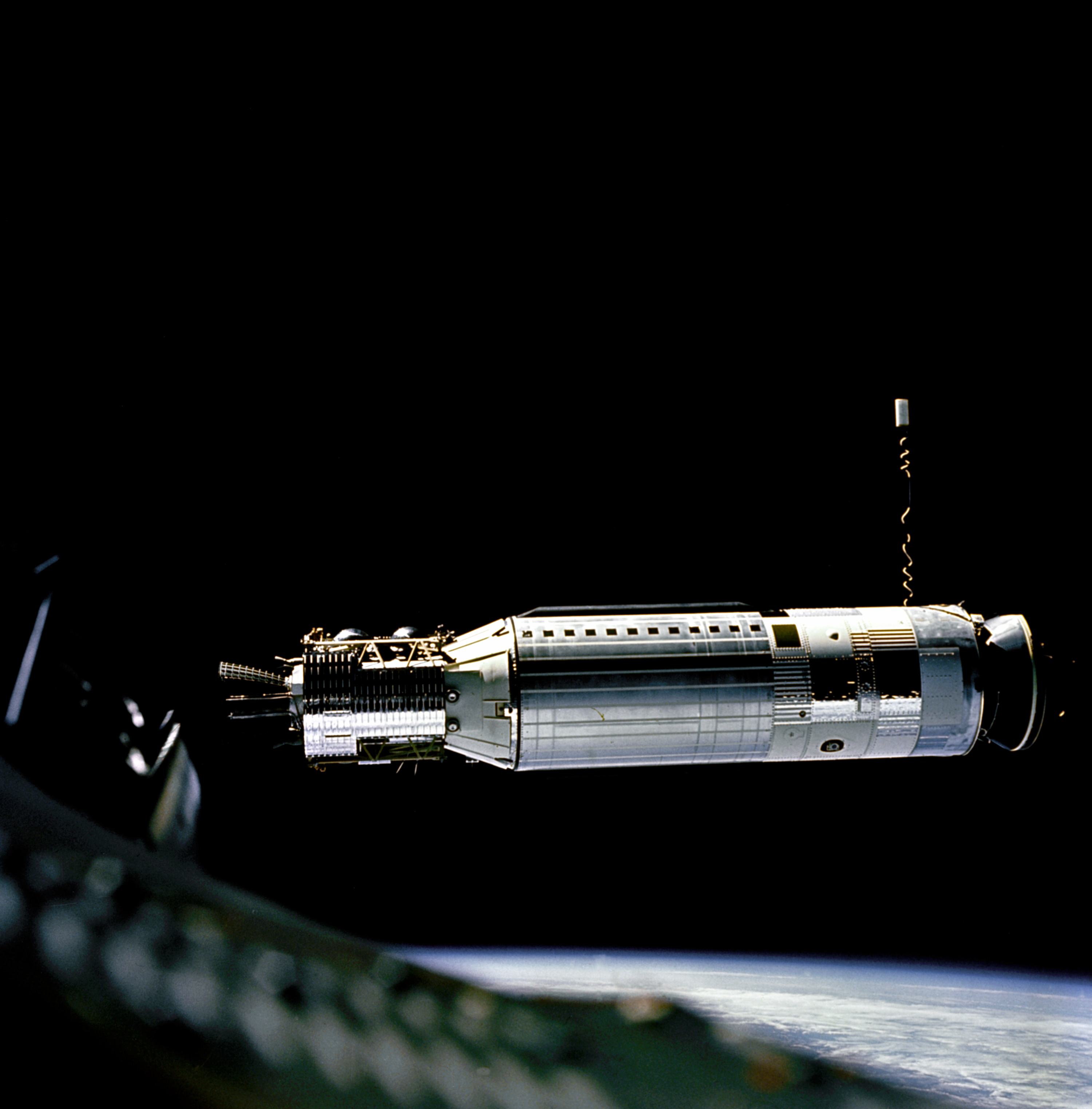
1966年洛克希德生產的RM-81 Agena太空火箭推進器於地球軌道上

洛克希德公司（英語：Lockheed Corporation）創立於1912年，是美国一家主要航太工業公司，1995年與马丁·玛丽埃塔共同合并为洛克希德·马丁。

## 历史

### 起始
1912年阿伦·洛克希德和马尔科姆·洛克希德兄弟在加利福尼亚州圣巴巴拉 (加利福尼亚州)創辦了Alco水上飞机公司，后该公司更名为洛克希德飞行器制造公司（（Loughhead））。
1926年原洛克希德公司倒闭，阿伦·洛克希德在加利福尼亚州好莱坞重新开办了洛克希德飞行器公司（Lockheed Aircraft Company）。1929年洛克希德公司卖给了底特律飞行器公司。
大萧条期间，底特律飞行器公司倒闭。罗伯特·格罗斯（Robert Gross）和科特兰·格罗斯（Courtland Gross）兄弟以四万美元的价格收购了原洛克希德公司部分。阿伦·洛克希德当时筹得了五万美元，但是认为资金太少而没有参加拍卖。
1934年罗伯特·格罗斯成为新公司的主席并把公司改名为洛克希德飛機集團（Lockheed Aircraft Corporation）。
1930年代，洛克希德投资139,400美元开发了洛歇10伊莱克特拉型（Lockheed Model 10 Electra）雙發動機運動機，生產第一年就销售了40架。著名的女飞行员阿梅莉亞·埃爾哈特的最后一次飞行就是驾驶的这种飞机。这种飞机还是在第二次世界大战期间英国皇家空军和美国军队使用的哈德遜型轰炸机的原型。

### 第二次世界大战
在第二次世界大戰爆發初期洛克希德成功设计了P-38闪电型战斗机，這是一款雙發動機加上雙尾椼機身結構的高速攔截機，在戰場上的用途包括對地攻擊、轟炸機護航以及奪取空中優勢等。最有名的就是擊落日本海軍聯合艦隊司令長官山本五十六的任務。
整个第二次世界大战期间洛克希德公司共生产了19,278架飞机，占二战期间美国飞机制造总量的6%。包括2,600架文图拉型（Ventura）雙發動機轟炸機、2,700架B-17飞行堡垒（波音授权制造）、2,900架哈德遜型轟炸機和9,000架P-38闪电型戰鬥機。

### 战后生产
第二次世界大战期间，洛克希德和环大陆航空公司共同开发了L-049星座型（Constellation）客机。这种飞机可运载43名乘客以每小时300英里的速度用13个小时从纽约飞到伦敦。但是在战争期间所有的产品都被军方购买，战争结束后民航才得到其订货。

### 臭鼬工廠

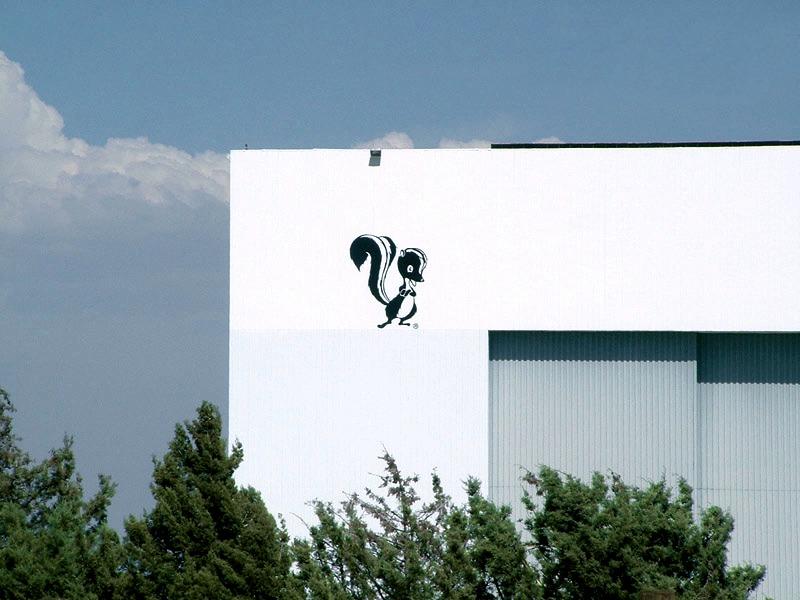
美国加州棕榈谷的臭鼬工厂飞机库上面的标识

1943年，洛克希德設計美國空軍第一種服役的噴射戰鬥機F-80流星。这种飞机由其被戏称为「臭鼬工廠」的高级开发部开发。后来臭鼬工廠还設計了U-2偵察機、SR-71黑鳥式偵察機、F-117夜鷹戰鬥機、F-35閃電II戰鬥機和F-22猛禽戰鬥機等。臭鼬工廠通常能够在有限的时间和有限的资源下，突破技術上的限制，推出極為令人驚訝的飛機。

### 冷战期间
1953年，洛克希德开发了C-130大力神运输机，这种飞机至今仍在大规模使用。
1956年，洛克希德开发了北极星潜射弹道导弹，后来又开发了海神和三叉戟导弹。
1976年，臭鼬工作室开始展開第一代低可偵測性飛機的研究計畫：“擁藍”（Have Blue），隨後以擁藍測試資料為基礎製造出史上第一架隐形軍用機－F-117夜鷹戰鬥攻擊機。
其他洛克希德产品还包括兩倍音速戰鬥機F-104、L-1011三星宽体噴射客機，美國空軍現役最大的C-5银河噴射運輸機。
1980年代，洛克希德參與了先進戰術戰鬥機（Advanced Tactical Fighter，簡稱ATF）計劃競標，創造出號稱20世紀以來最優秀之空優戰機F-22。

### 时间线
- 1912年，Alco水上飞机公司成立。
- 1916年，公司更名为洛克希德（Loughead）飞行器制造公司。
- 1926年，洛克希德公司（Lockheed Aircraft Company）成立。
- 1929年，洛克希德成为底特律飞行器的子公司。
- 1932年，格罗斯兄弟在底特律飞行器破产后收购了洛克希德公司。
- 1932年，更名为洛克希德公司洛克希德飛機集團（Lockheed Aircraft Corporation），大范围重组。
- 1943年，臭鼬工廠成立。
- 1954年，C-130大力神首飞。U-2首飞。
- 1976年，因為賄賂日本首相田中角榮採購P-3反潛機並強制全日本空輸購買洛克希德L-1011引發政治醜聞。
- 1986年，收购桑得斯联盟的电子部门。
- 1991年，與通用动力和波音合作設計YF-22，參與先進戰術戰鬥機（ATF）的競標計畫。
- 1993年，收购通用动力的F-16生产部门。
- 1995年，與馬丁·馬瑞塔合并为洛克希德·马丁。

## 产品

### 民用产品

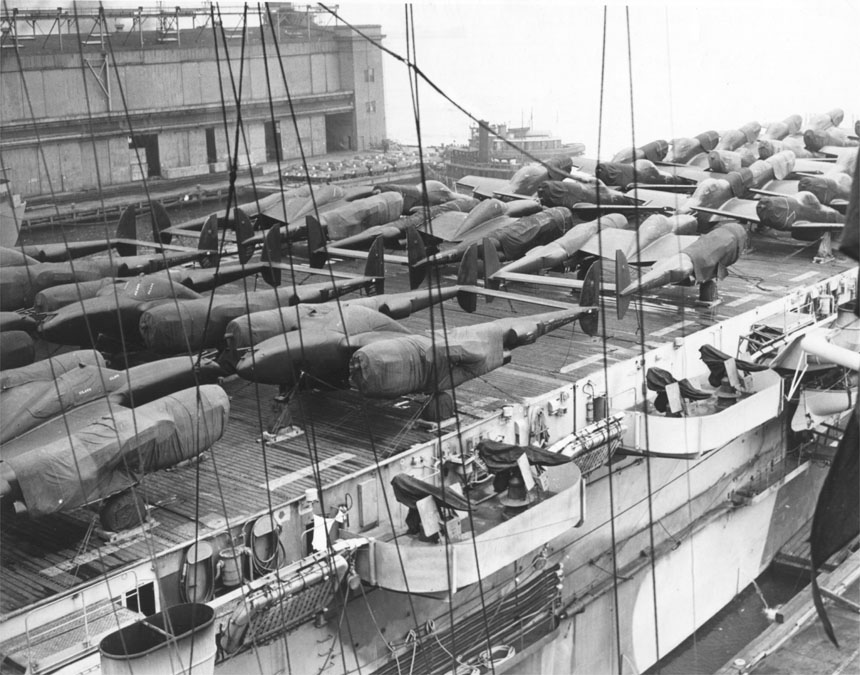
二戰P-38生產線

- 洛克希德织女星（英语：Lockheed Vega）
- 10型伊莱克特拉（Model 10 Electra）
- 12型小伊莱克特拉（Model 12 Electra Junior）
- 14型超级伊莱克特拉（Model 14 Super Electra）
- 18型北极星（Model 18 Lodestar）
- 星座
- L-1049超級星座
- 土星（Saturn）
- 洛克希德L-188“伊莱克特拉”
- 喷气星（JetStar）商務噴射機
- 洛克希德L-1011三星

### 军用运输机
- C-69/121星座军用运输机
- R6V憲章大型运输机
- C-130大力神中型运输机系列
- C-141运输星远程喷气运输机
- C-5银河重型运输机

### 战斗机
- P-38闪电
- P-80流星
- F-94星火（F-94 Starfire）
- F-104星战士
- F-117夜鹰
- F-16戰隼(原通用動力，1993年購入)
- F-22猛禽
- F-35闪电II

### 巡逻与侦察机

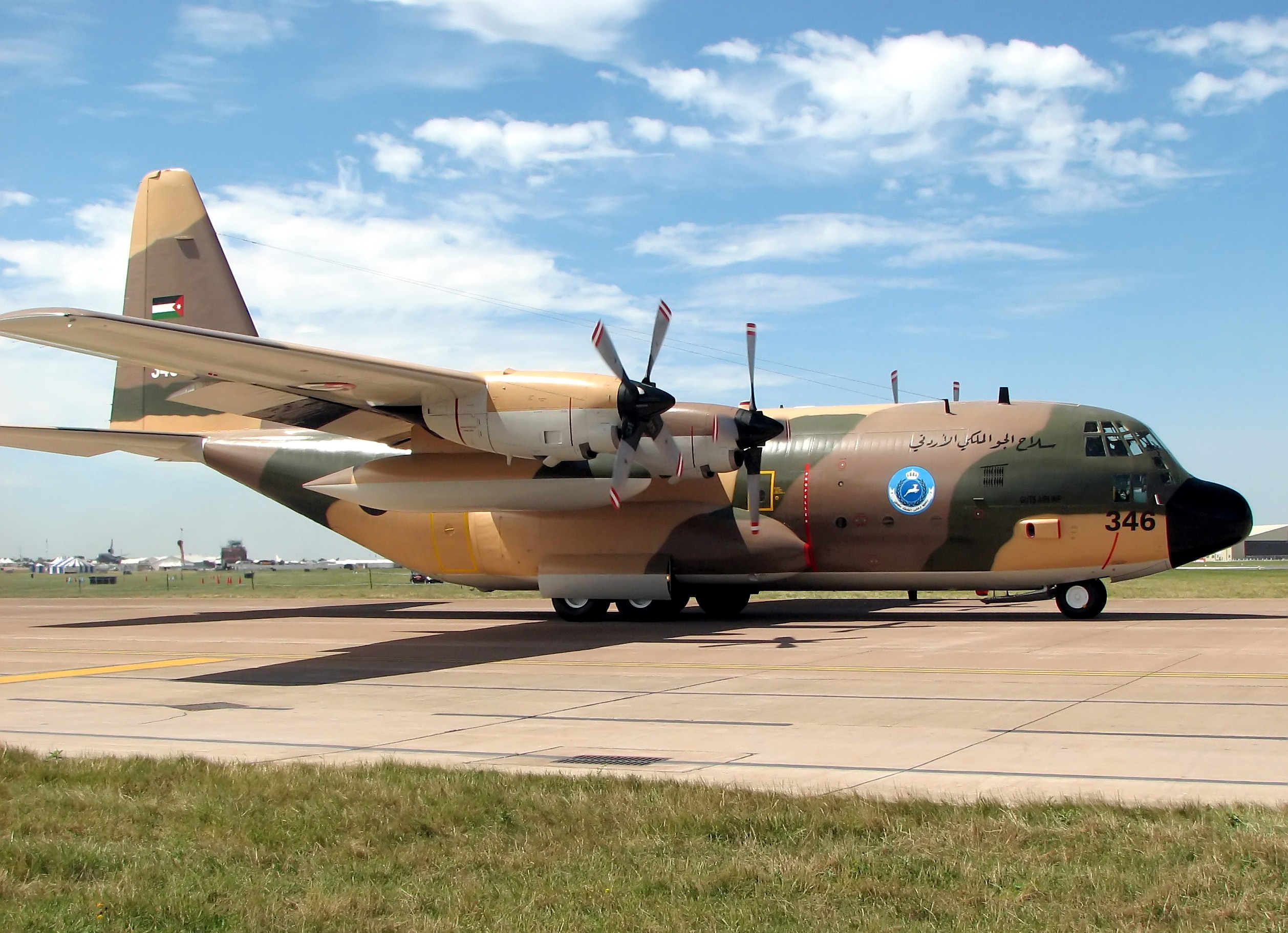
C-130運輸機

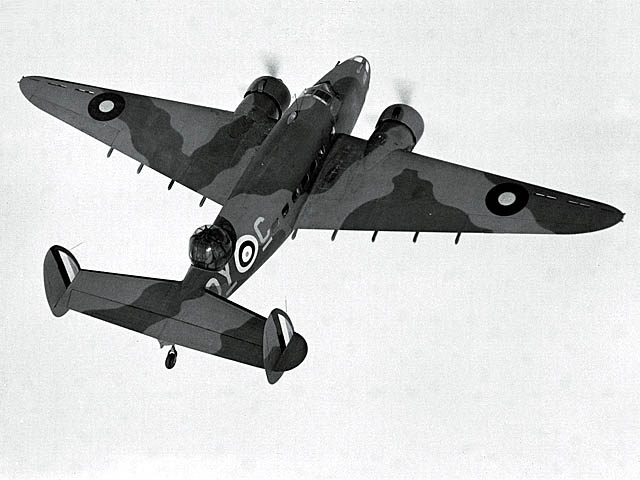
哈德森轟炸機

- 哈德遜式轟炸機
- PV-1文图拉（Ventura）
- PV-2捕鲸叉（Harpoon）
- P-2海王星巡邏機
- P-3獵戶座海上巡邏機
- U-2偵察機
- SR-71黑鳥
- S-3北歐海盗

### 直升機
- XH-51
- AH-56

### 导弹
- UGM-27北極星
- UGM-73海神
- UGM-96三叉戟I
- UGM-133三叉戟II

### 太空飛行器
- X-7
- X-17
- 光环
- 哈勃太空望远镜

### 船只
- 海影